# چایوایوگ (خونین)
چایوایوگ (به اسپانیایی: Challwayuq) یک کوه در پرو است که در منطقه خوننی واقع شده‌است. چایوایوگ ۴٬۴۰۰ متر بالاتر از سطح دریا واقع شده‌است.